# Josep Miralles Massanés
Josep Miralles Massanés   (Barcelona, 4 de febrer de 1944 - Barcelona, 27 de juny de 2020) fou un jesuïta i sociòleg català. Va entrar com noviciat a la Companyia de Jesús a Raimat el 1962. Va fer estudis de Teologia i de Filosofia i Lletres i es va doctorar en Sociologia. L'any 1975, es va ordenar sacerdot a Barcelona. Va ser professor del departament de Ciències Socials d'ESADE, i també membre del seu patronat. Va coordinar l'àrea social de la Companyia de Jesús a Catalunya. Va ser president dels patronats de la Fundació Oxfam Intermón i de la Fundació Migra Studium. Membre de l'equip del centre d'estudis Cristianisme i Justícia, va publicar el quadern El debat de l'Estat del Benestar. Va morir a Barcelona el 27 de juny de 2020, als 76 anys.